# Върховен федерален съд на Бразилия
Върховният федерален съд (ВФС) (на португалски: Supremo Tribunal Federal, STF) е най-висшата съдебна инстанция в Бразилия.
Нейните решения не могат да бъдат обжалвани пред друга инстанция. Основната функция на ВФС е да защитава Конституцията на Бразилия, като осъществява контрол за конституционност на актовете, приети от Националния конгрес, както и на актовете на президента на Бразилия.
Седалището на ВФС се намира в Бразилия, а юрисдикцията му се разпростира върху територията на цялата страна. ВФС се състои от единадесет съдии, наречени министри (Ministro), със забележително юридическо образование и безупречна репутация, и на възраст между 35 и 65 г. Съдиите във ВФС се назначават от президента на Републиката след одобрението им от Федералния сенат. Съдиите от ВФС на Бразилия подлежат на задължително пенсиониране, когато навършат 75-годишна възраст.
Пред ВФС се извършва и производство по обвинение в престъпления срещу президента и вицепрезидента на Бразилия, срещу членовете на Конгреса, срещу държавните министри, срещу съдиите от самия ВФС и съдиите от Висшия съд, срещу главния прокурор и командирите в армията. ВФС е и арбитър в спорове между Съюза, отделните щати и Федралния окръг, между Бразилия и други държави или международни организации. ВФС има властта да разреши и екстрадиция от страната по искане на чуждестранни съдилища.
От 2002 г. всички заседания на ВФС се предават пряко по телевизията. Съдът е отворен за свободни посещения на граждани, които да наблюдават работата му или да участват в различни брифинги.
През май 2009 г. списание „The Economist“ нарича ВФС на Бразилия „най-натоварения съд в света, заради преситеността от права и привилегии, гарантирани от Конституцията на страната от 1988 г. През 2008 година върховният съд е получил 100 787 случая.“.

## История
Началото на ВФС е поставено по време на колониалната ера – през 1808 г., когато португалското кралско семейство се установява в Рио де Жанейро. Първоначално той се нарича Върховен апелативен дом на Бразилия на португалски: Casa de Suplicação do Brasil. През 1822 г. страната обявява своята независимост, а с приетата през 1824 г. първа конституция на страната официално се учредява институцията „Върховен федерален съд“. За първи съдии в новия ВФС, тогавашният първи президент на Бразилия Деодоро да Фонсека назначава членовете на предходния Апелативен дом.
Конституцията от 1891 г. установява броя на членовете на ВФС на 15 души. През тридесетте години на 20 век, когато чрез преврат на власт идва президентът Варгас, броят на министрите във ВФС е намален на 11. През 1965 г. числото им отново е променено – този път на 16, а през 1969 г. съдиите отново стават 11. Единственият президент, който никога не е номинирал членове на ВФС, е Кафе Фильо.

## Председател на Върховния съд
Съдиите от ВФС избират председател и заместник-председател на съда за срок от две години без право на повторно презибиране на същата позиция. По традиция, за да се избегне политизацията на въпроса, членовете на съда избират за председател най-възрастния измежду колегите си, които не са заемали председателското място. Когато всички членове на съда са заемали председателското място, ротацията започва отначало. До такова положение се стига рядко поради задължителната възраст за пенсиониране на съдиите и следващата процедура за назначаване на нови съдии на овакантените места, което по-често става причина някои членове на съда да го напуснат, преди да са заели председателското място.
На същия принцип и за същия срок се избира и заместник-председател на ВФС, който по традиция след това се избира за председател на съда. Пак по традиция при избор на председател и заместник-председател на ВФС никога не се достига до пълно единодушие, а и никой от съдиите не гласува за себе си.

## Настоящи членове
| Име                       | Дата и място на раждане                                    | Назначен от               | Встъпване в длъжност Период на служба            | Дата на пенсиониране | Алма Матер                               |
| ------------------------- | ---------------------------------------------------------- | ------------------------- | ------------------------------------------------ | -------------------- | ---------------------------------------- |
| Жилмар Менджис            | 30 декември 1955 г. (на 69 г.) в Диамантино, Мато Гросо    | Фернандо Енрики Кардозо   | 20 юни 2002 г. 22 години, 8 месеца и 2 дни       | 30 декември 2030 г.  | Бразилски университет                    |
| Кармен Лусия Антунес Роша | 19 април 1954 г. (на 70 г.) Монтес Карлос, Минас Жерайс    | Луис Инасио Лула да Силва | 21 юни 2006 г. 18 години, 8 месеца и 1 ден       | 19 април 2029 г.     | Католическия университет на Минас Жераис |
| Диас Тофоли               | 15 ноември 1967 г. (на 57 г.) в Марилия, Сао Пауло         | Луис Инасио Лула да Силва | 23 октомври 2009 г. 15 години, 3 месеца и 30 дни | 15 ноември 2042 г.   | Университет на Сао Пауло                 |
| Луис Фукс                 | 26 април 1953 г. (на 71 г.) Рио де Жанейро, Рио де Жанейро | Дилма Русев               | 3 март 2011 г. 13 години, 11 месеца и 19 дни     | 26 април 2028 г.     | Щатски университет на Рио де Жанейро     |
| Луис Роберто Барозо       | 15 март 1958 г. (на 66 г.) Васурас, Рио де Жанейро         | Дилма Русев               | 26 юни 2013 г. 11 години, 7 месеца и 27 дни      | 15 март 2033 г.      | Щатски университет на Рио де Жанейро     |
| Луис Едсон Фашин          | 8 февруари 1958 г. (на 67 г.) Рондиня, Рио Гранди до Сул   | Дилма Русев               | 16 юни 2015 г. 9 години, 8 месеца и 6 дни        | 8 февруари 2033 г.   | Федерален университет на Парана          |
| Алешандре де Мораес       | 13 декември 1968 г. (на 56 г.) Сао Пауло, Сао Пауло        | Мишел Темер               | 22 март 2017 г. 7 години и 11 месеца             | 13 декември 2043 г.  | Университет на Сао Пауло                 |
| Касио Нунес Маркес        | 16 май 1972 г. (на 52 г.) Терезина, Пиауи                  | Жаир Болсонаро            | 5 ноември 2020 г. 4 години, 3 месеца и 17 дни    | 16 май 2047 г.       | Федерален университет на Пиауи           |
| Андре Мендонса            | 27 декември 1972 г. Сантос, Сао Пауло                      | Жаир Болсонаро            | 16 декември 2021 г. 3 години, 2 месеца и 6 дни   | 27 декември 2047 г.  | Бразилски университет                    |
| Кристиано Занин           | 15 ноември 1975 г. Пирасикаба, Сао Пауло                   | Лула да Силва             | 13 август 2023 г. 1 година, 6 месеца и 9 дни     | 15 ноември 2050 г.   | Католическия университет на Сао Пауло    |
| Флавио Дино               | 30 април 1968 г. (на 56 г.) Сао Луис Мараняо               | Лула да Силва             | 22 февруари 2025 г. 1 година                     | 30 април 2043 г.     | Федерален университет на Мараняо         |

## Галерия
- Главният прокурор на Бразилия Пауло Гонет е официален обвинител във Върховния съд
- Главният адвокат на Бразилия Жоржи Месиас осигурява правната защита на федералното правителство пред Върховния съд.
- Заседателната зала на Върховния съд
- Сградата на Върховния съд, осветена в розово по сличай Месеца на борбата с рака на гърдата, 1 октомври 2014

## Из съдебната практика на Върховния федерален съд

### 2006
През 2006 г. Върховният федерален съд се произнася с решения по четири важни въпроса:
1. дали абортът на фетус с аненцефалия (без мозък) е законен;
2. дали изследванията с ембрионални стволови клетки са конституционни;
3. относно монопола върху пощенските услуги
4. относно законността на решението на Националния съдебен съвет да отмени непотизма в съдебната власт.

### 2007
На 4 октомври 2007 г. Върховният федерален съд излиза с решение, че мандатните места в Националния конгрес на Бразилия, които се заемат от конгресмени, сменили партийната си принадлежност след избирането им в законодателния орган, принадлежат на партиите, от чиито листи те са избрани в Конгреса, а не на самите конгресмени. Съдът намира за основателно всяка партия да си потърси мандата, след като неин представител в Конгреса премине към друга партия. Решението си съдът взема след искане за мандат за защита, внесено от три партии, чиито представители в Конгреса са сменили партийната си принадлежност. В резултат на това решение днес всеки конгресмен в Бразилия, който смени партийната си принадлежност, може да загуби мандата си, ако партията, от чиято листа е избран, поиска обратно мандата си чрез жалба, подадена до съответния електорален съдия, който разглежда всеки случай поотделно.

### 2008
Върховният федерален съд отсъжда в полза на местните индианци по дело, касаещо опитите на едри оризови магнати да заграбят чрез насилие земите им, влизащи в границата на резервата Рапоза-Сера до Сул.

### 2010
Във връзка с изборите за президент и вицепрезидент през 2010 Върховният федерален съд отменя забраната за медийни подигравки с кандидатите, партиите, коалициите и политическите им платформи.

### 2011
- С решение от 5 май Бразилският върховен федерален съд признава правото на сключване на еднополови граждански съюзи, в които еднополовите двойки да се ползват със същите права, с каквито се ползват хетеросексуалните двойки в двуполовите бракове[8][9]
- С решение от 26 октомври ВФС обявява, че успешното полагане на теста на Бразилската адвокатска асоциация е необходимо условие за практикуване на право в Бразилия.[10]

### 2012
- На 12 април Върховният съд обявява за противоконституционно прилагането на забраната за извършване на медицински аборт, съдържаща се в няколко от членовете на Наказателния кодекс, спрямо случаите, в които се касае за прекъсване на бременност с плод, диагностициран с аненцефалия.[11]

- На 26 април 2012 г. Върховният федерален съд в пълен състав се произнася с единодушие, че расовите квоти в бразилските висши училища не противоречат на конституцията[12][13]. Решението на съда е взето по повод делото, заведено от Бразилската демократическа партия (DEM) срещу Университета в Бразилия, който запазва двадесет процента от свободните места за афро-бразилци, бразилци със смесен произходи и индианци. DEM оспорва расовата квота в университета като противоречаща на чл. 5 от Конституцията на Бразилия, който гарантира равни права на всички бразилски граждани, независимо от расовите им различия. В обоснованото си становище Върховният съд отхвърля иска на DEM, изтъквайки, че расовите квоти са най-доброто средство в краткосрочен план за запълване на расовата пропаст, която съществува в областта на висшето образование. Тази расова пропаст е един от основните социални проблеми в бразилското общетво, като се има предвид, че масата от бразилците с африкански и смесен произход живеят във фавели и получават заплащане, чийто размер е само малка част от размера на заплатите, които получават представителите на европеидната раса в страната.[13]

### 2013
През 2013 г. Върховният федерален съд се произнася с две важни решения:
- Обявява за противоконституционно облагането на печалбите, генерирани извън Бразилия от компании, които са обвързани с бразилски компании или са техни дъщерни компании, преди печалбите да бъдат освободени за ползване от бразилските компании, но признава за конституционно облагането на тези печалби преди придобиването им от бразилските компании, когато дъщерните им компании са регистрирани в офшорни зони[14];
- Обявява за противоконституционно облагането на услугите, предоставяни от Бразилските национални пощи, които са държавна собственост, дори когато тези пощи предоставят пазарноориентирани услуги. По този начин съдът потвърждава данъчния имунитет на Бразилските национални пощи, изтъквайки, че дейността на Бразилските национални пощи е от национално значение, че техните услуги са насочени към поддържане на общественото благосъстояние и че всички приходи от тях трябва да бъдат използвани за повишаване на качеството на услугите, които националните пощи предоставят на обществото[15].
- Обявява, че актът за натурализация на чуждестранен гражданин, с който последният получава бразилско гражданство, се отменя само по съдебен път, но не и чрез административен акт. Въпреки че отмяната на натурализация по административен път е предвидена от вътрешното законодателство и не противоречи на конституцията, Съдът обявява, че в тези случаи с предимство трябва да се прилагат разпоредбите на Конвенцията за намаляване на случаите на липса на гражданство от 1961 г., която задължава подписалите я страни да лишават натурализирани лица от гражданство само след решение на съд или друг независим орган.[16]